# صوفيا دوليب سينغ
الأميرة صوفيا ألكساندروفنا دوليب سينغ (8 أغسطس 1876 - 22 أغسطس 1948) إحدى أبرز المطالبات بحق المرأة في التصويت في المملكة المتحدة. نُقل والدها المهراجا دوليب سينغ من إمبراطورية السيخ إلى الراج البريطاني ونُفي عقب ذلك إلى إنجلترا. والدتها هي بامبا مولر، وعرّابتها هي الملكة فيكتوريا. لديها أربع أخوات، من بينهن أختان غير شقيقتين، وأربعة أخوة. عاشت في هامبتون كورت في شقة في فاراداي هاوس وهبتها الملكة فيكتوريا لها امتنانًا لخدماتها السابقة.
خلال أوائل القرن العشرين، كانت سينغ واحدة من النساء الهنديات الرائدات في قضية حقوق المرأة في بريطانيا. لعبت دورًا رياديًا لا ينسى في رابطة مقاومة الضرائب النسائية، وشاركت في مجموعات أخرى تنادي بحق المرأة في التصويت، بما في ذلك الاتحاد الاجتماعي والسياسي للمرأة.

## حياتها المبكرة
ولدت صوفيا ألكسندرا دوليب سينغ في 8 أغسطس 1876 في بلغرافيا وعاشت في سوفولك. كانت الابنة الثالثة للمهراجا دوليب سينغ (آخر مهراجا لإمبراطورية السيخ) وزوجته الأولى، بامبا مولر. جمعت سينغ أصولًا هندية وأوروبية وأفريقية إلى جانب تنشئتها الأرستقراطية البريطانية. أُجبر والدها على التنازل عن مملكته لشركة الهند الشرقية في سن الحادية عشرة وأعطى ألماسة الكوه نور للورد دالهوسي. نفاه البريطانيون من الهند في سن 15 عامًا وانتقل إلى إنجلترا، حيث عاملته الملكة فيكتوريا بلطف ووفرت له الرعاية. كانت الملكة فيكتوريا مولعة بدوليب سينغ وعائلته، ولا سيما صوفيا، التي كانت ابنتها الروحية، إذ شجعتها هي وشقيقاتها على أن يصبحن سيدات مجتمع.
خلال رحلة إلى الهند عام 1907، زارت أمريتسار ولاهور والتقت بأقاربها. كانت هذه الزيارة نقطة تحول في حياتها، إذ اصطدمت بواقع الفقر وما فقدته أسرتها عند الخضوع للحكومة البريطانية.

## حياتها اللاحقة ونشاطها
بعد عودة سينغ من الهند في عام 1909، انضمت إلى الاتحاد الاجتماعي والسياسي للمرأة (WSPU) بناء على طلب من أونا دوغدال، وهي صديقة لأخوات بانكهرست؛ كانت إميلين بانكهرست قد شاركت في تأسيس رابطة اقتراع المرأة. في عام 1909، أصبحت سينغ عضوًا بارزًا في الحركة المطالبة بحق المرأة في التصويت، حيث موّلت المجموعات المطالبة بحق الاقتراع وقادت القضية. كما رفضت دفع الضرائب، ما أحبط الحكومة.
شجعت سينغ وزميلاتها المطالبات بحق تصويت المرأة على نشاطاتٍ مماثلة في المستعمرات، رغم أن اهتمام سينغ الأساسي بصفتها مواطنة بريطانية كان معنيًّا بحقوق المرأة في إنجلترا. أعربت عن تقديرها لتراثها الهندي، لكنها لم تتقيد بالولاء لأمة واحدة ودعمت قضية المرأة في عدد من البلدان. كان لقبها «الأميرة» مفيدًا، إذ تمكّنت سينغ من بيع صحيفة مطالبة بحق اقتراع المرأة خارج قصر هامبتون كورت، حيث سمحت الملكة فيكتوريا لعائلتها بالعيش. وفقًا لرسالة من لورد كرو، كان من حق الملك جورج الخامس أن يطردها.
ذهبت سينغ وإميلين بانكهرست ومجموعة من الناشطات إلى مجلس العموم في 18 نوفمبر 1910 على أمل الاجتماع مع رئيس الوزراء، لكن وزير الداخلية أمر بطردهن وأصيبت العديد من النساء بجروح خطيرة. أصبحت الحادثة معروفة باسم الجمعة السوداء.
في البداية، بقيت سينغ بعيدة عن الأنظار؛ في عام 1911 أحجمت عن إلقاء الخطب في الأماكن العامة أو في اجتماعات الاتحاد الاجتماعي والسياسي للمرأة. كما رفضت ترؤّس الاجتماعات، وأخبرت زملاءها في WSPU بأنها «عديمة الفائدة تمامًا لهذا النوع من المهمات» وستتفوّه فقط «بخمس كلمات إذا لم يدعم أحد القرار القادم». ومع ذلك، ترأست سينغ في وقت لاحق عددًا من الاجتماعات وألقت الخطابات فيها. في عام 1911، تقابلت متهان تاتا مع سينغ في الهند، ولاحظت أن سينغ ترتدي شارة حمراء وصفراء صغيرة مكتوب عليها شعارها: «الأصوات للنساء». 
خلال الحرب العالمية الأولى، دعمت سينغ في البداية الجنود والبحارة الهنود الذين يعملون في الأساطيل البريطانية وانضمت إلى مسيرة احتجاجية مكونة من 10000 امرأة ردًا على حظر قوة متطوعة من النساء. تطوعت كممرضة في مفرزة الصليب الأحمر للمعونة التطوعية، حيث عملت في مستشفى عسكري إضافي في إيزلورث من أكتوبر 1915 إلى يناير 1917. رعت سينغ الجنود الهنود الجرحى الذين تم إجلاؤهم من الجبهة الغربية وكان من الصعب على جنود السيخ تصديق «أن حفيدة رانجيت سينغ جلست بجوارهم يومًا بزي ممرضة».
بعد سنّ قانون تمثيل الشعب عام 1918 الذي سمح للنساء فوق سن 30 بالتصويت، انضمت سينغ إلى زمالة سفرجت وظلت عضوًا فيها حتى وفاتها. في سبتمبر 1919، استضافت سينغ الجنود الهنود من فرقة السلام في فاراداي هاوس. بعد خمس سنوات، قامت بزيارتها الثانية إلى الهند مع بامبا والعقيد ساذرلاند. زارت كشمير ولاهور وأمريتسار ومورى، حيث تجمهرت الحشود حولهم لرؤية كريمتي المهراجا السابق، وقد عززت هذه الزيارة قضية تصويت المرأة في الهند، كما عززت الشارةُ التي ارتدتها سينغ حق المرأة في التصويت في بريطانيا وخارجها.
حصلت سينغ في نهاية المطاف على مرتبة الشرف في حركة اقتراع المرأة إلى جانب إميلين بانكهرست. كان هدفها الوحيد في الحياة -والذي حققته- هو النهوض بالمرأة. منحتها الملكة فيكتوريا دمية متأنقة تدعى ليتل صوفي، احتفظت بها سينغ وشعرت بالفخر لامتلاكها، وفي أيامها الأخيرة أعطت الدمية لابنة مدبرة منزلها التي تدعى دوفنا.

## الإنجازات
في عام 1928 مُنحت الموافقة الملكية على قانون المساواة في حق الاقتراع الذي يمكّن النساء فوق سن 21 من التصويت على قدم المساواة مع الرجال. في عام 1930، كانت صوفيا رئيسة اللجنة المكلَّفة بوضع زينة الزهور في حدث كشف النقاب عن تمثال السيدة بانكهرست في حديقة برج فيكتوريا. على الرغم من بعض التقارير، لم تكن صوفيا رئيسة زمالة سفرجت التي تأسست في عام 1930 بعد وفاة السيدة بانكهرست. في طبعة 1934 من دليل المشاهير، وصفت سينغ الهدف من حياتها بأنه «النهوض بالمرأة». كما تبنّت قضايا المساواة والعدالة بعيدًا عن خلفيتها الملكية، ولعبت دورًا مهمًا في مرحلة حاسمة من تاريخ إنجلترا والهند.

## الوفاة
توفيت سينغ أثناء نومها في 22 أغسطس 1948 في كوليهاتش هاوس، في بنن، باكينغهامشير، وهو منزل كانت تملكه شقيقتها كاثرين، وأُحرقت جثتها في 26 أغسطس 1948 في محرقة غولدرز غرين. قبل وفاتها أعربت عن رغبتها في أن يتم حرقها وفقًا لطقوس السيخ ونثر رمادها في الهند. سُجلت وصيّتها رسميًا في لندن في 8 نوفمبر 1948، حيث بلغت قيمة ممتلكاتها (£58,040 0s. 11d.) جنيهًا إسترلينيًا (ما يعادل تقريبا 2073.029 جنيهًا إسترلينيًا في عام 2018).

## التقديرات بعد الوفاة
يظهر شعارها «الأصوات للنساء» في مجموعة الطوابع التذكارية للبريد الملكي، الصادرة في 15 فبراير 2018. تظهر صورتها على الطابع الذي ثمنه 1.57 جنيه إسترليني، في جريدة سفرجت.
يوجد اسمها وصورتها (بالإضافة إلى 58 آخرين من المؤيدين لحق المرأة في الاقتراع) على قاعدة تمثال ميليسنت فوسيت في ميدان البرلمان، لندن، الذي تم الكشف عنه في أبريل 2018.
ظهرت في الفلمين الوثائقيين: «صوفيا: الأميرة المطالبة باقتراع المرأة» (2015) و«لا رجل سيتكفّل بحمايتنا: التاريخ المخفي لحماة المطالبات باقتراع المرأة» (2018)، جسّدت الممثلة آيلا بيك دور سينغ في الإنتاج الثاني.